# معصوم عبدالغفور
معصوم عبدالغفور (انگلیسی: Mausoom Abdul Ghafoor؛ زادهٔ ۲۰ مارس ۱۹۷۶) بازیکن فوتبال اهل مالدیو بود.
وی همچنین در تیم ملی فوتبال مالدیو بازی کرده است.